# Horatio Caine
Horatio Caine è un personaggio protagonista della serie televisiva CSI: Miami. È interpretato da David Caruso.

## Biografia

### Vita prima diCSI
I genitori di Caine hanno chiamato il figlio come lo scrittore Horatio Alger (Doppia giurisdizione). Prima di andare a Miami, Caine ha lavorato a New York, dove ha ucciso l'assassino della madre, ovvero suo padre (Collisione). Sul lavoro viene accoltellato, mentre studiava il caso di un bambino rinchiuso nell'armadio, mentre i genitori venivano assassinati; il colpevole, Walter Resden, nutriva un rancore così profondo nei confronti di Caine da raccogliere campioni del suo sangue e conservarli per dieci anni, per utilizzarli al momento giusto, cioè quando lo può incolpare dell'omicidio della sua fidanzata, Rachel Turner (Vittima sacrificale).
Dopo il suo arrivo in Florida, Horatio si è unito alla polizia di Miami-Dade come detective della squadra omicidi, per poi trasferirsi nella squadra che lavora con gli artificieri, in cui muove i primi passi sotto la guida di Al Humphries, un poliziotto più anziano in seguito ucciso tragicamente, innescando casualmente una bomba che stava tentando di disarmare (La morte in faccia). Alla fine Caine si sposta al Crime lab, accettando una promozione a tenente (che gli procura l'invidia del sergente Rick Stetler, in lizza per quel posto). Quando la veterana della CSI Megan Donner prende un permesso personale in seguito alla morte del marito, Horatio diviene in modo permanente capo della squadra (L'ultimo volo).
Nella sesta stagione si scopre che sedici-diciassette anni prima, in una missione sotto copertura col nome di John Walter, aveva conosciuto un'infermiera di guerra di nome Julia, che era poi sparita qualche mese dopo. Julia era incinta e alla nascita del bambino, che chiamò Kyle, registrò come nome del padre John Walter. Horatio, dopo aver ritrovato il figlio, cercherà di recuperare il rapporto con lui, cresciuto con un passato turbolento a causa delle numerose famiglie a cui è stato affidato.

### Capo delCrime lab
Nella storia di CSI: Miami Caine è (ed è stato durante lo sviluppo delle vicende) un veterano del Crime Lab di Miami-Dade, un analista forense, un ex detective della squadra omicidi ed un ufficiale della squadra artificieri (la sua specialità legale verte su esplosioni ed incendi dolosi). È molto protettivo nei confronti della sua squadra, che con affetto lo chiama "H". Ha molto a cuore la reputazione del suo laboratorio e ha gran cura nel mantenere i membri della sua squadra "puliti", forse a causa della sua esperienza con la reputazione macchiata e piena d'ombre del fratello minore, Ray. Successivamente, scopre che Ray è ancora vivo, ma si trasferisce in Brasile, dove viene ucciso. Caine nella quarta stagione si sposa con Marisol, la sorella dell'agente Delko, la quale viene assassinata da un boss dell'organizzazione malavitosa "Mala noche" (lo stesso che uccide Raymond), che finisce a sua volta ucciso da Horatio. Nella sesta stagione viene mandato in Brasile per questo omicidio, viene poi rilasciato, con la consapevolezza che il resto dell'organizzazione l'avrebbe ucciso, tuttavia Horatio uccide in pochi attimi tutti i restanti membri da solo e torna negli Stati Uniti.
Diversamente della sua controparte di Las Vegas Gil Grissom, Horatio non esita a muoversi armato e nemmeno ad uccidere, se necessario. Non si fa alcun problema nemmeno a usare le minacce per ottenere giustizia e proteggere i suoi colleghi e la sua famiglia. Una scena importante per comprendere questo suo lato di giustiziere è in un episodio della sesta stagione (Il predatore da eliminare), in cui precede un pedofilo a casa di una quattordicenne ingenua e, dopo aver fatto entrare l'uomo in questione, chiede alla ragazzina di uscire di casa, per poi prepararsi a picchiare il pedofilo con le sue mani, dichiarando come scusante la resistenza all'arresto. Horatio ha un odio immenso per i pedofili e stupratori e non esita a usare qualunque mezzo per fermarli anche a riempirli di botte per fargli pagare il male che hanno fatto agli altri. Horatio odia in particolare chi si macchia di violenza domestica perché suo padre pestava sua madre e lui da bambino era costretto ad assistere finché un giorno non lo ha ucciso per salvare sua madre dal padre violento e da lì maturò il suo odio per chi abusava delle donne perché rivede in ogni genitore violento suo padre che ha sempre odiato e quindi quando né ha occasione malmena chi si macchia di tali crimini per far confessare i criminali che si sono macchiati di ciò. Horatio per i suoi metodi e sarcasmo si definisce lui stesso la giustizia di Miami.
Nelle prime due stagioni, Caine porta una Beretta Cougar 9 mm sul lavoro, mentre dalla terza stagione ha con sé una SIG-Sauer P229. Insiste molto sulla manutenzione della pistola, soprattutto dopo che un membro della sua squadra, Tim Speedle, è stato ucciso in un conflitto a fuoco perché l'arma gli si era inceppata; uno dei motivi per cui Caine ha scelto l'agente Ryan Wolfe come sostituto di Speedle (Poliziotto per vocazione) è l'ossessiva cura che Wolfe dedica alla sua arma. Quest'ultimo, più in avanti con la storia, sarà "licenziato" da Caine perché si è compromesso durante un'indagine per i suoi debiti e mancanza di onestà circa la situazione in cui si trovava (Bruciato); nonostante questo, Caine gli indica un modo per redimersi e gli dà la possibilità di tornare nella squadra, ma solo dopo aver riesaminato tutti i file dei suoi casi precedenti (Kill Switch).
Ha molti nemici ricorrenti durante la serie, dal serial killer Walter Resden all'agente degli Affari interni Rick Stetler o al giudice corrotto Joseph Ratner; alcuni di questi, che egli pensa di essersi buttati alle spalle, ritornano per colpirlo. Clavo Cruz, il cui fratello sconta l'ergastolo per l'omicidio di una donna, mentre lui, grazie all'immunità diplomatica garantita dal padre Antonio (di cui era dotato anche il fratello, ma che una serie di circostante hanno permesso di aggirare), evita di essere arrestato per lo stesso reato (Fratelli di sangue). In seguito commette un nuovo omicidio ai danni di un uomo, Horatio lo arresta, ma non riesce a trattenerlo, finché non scopre che Clavo non è figlio biologico del padre, in quanto il frutto di una relazione adultera della madre con un conoscente del marito; di questo fatto Antonio Cruz non era a conoscenza e, deluso totalmente dalla moglie, lascia la donna e revoca l'immunità al figlio, facendolo finire in galera (L'identità). Successivamente Clavo riesce ad evadere durante un drammatico attacco a colpi di razzi ad un palazzo di giustizia (episodio in cui viene ferita superficialmente il coroner Alexx Woods): Cruz rapisce la stenografo del palazzo e costringe Horatio a portargli un milione di dollari in cambio delle informazioni su dove si trovi. È una trappola, tuttavia, e Caine e Delko sono braccati sul tetto di un garage. Delko viene ferito gravemente in uno scontro a fuoco a causa di un poliziotto da lui corrotto. Clavo comparirà poco tempo dopo, dopo aver ucciso il padre adottivo Antonio per vendetta del suo arresto, coinvolgendo il padre biologico, ricco d'uomo d'affari coinvolto nella sua evasione, che doveva ricontattarlo e condividere una parte del denaro guadagnato tramite una transazione di diamanti di sangue con lui. L'affare è illegale, ma di questo il padre biologico non era a conoscenza, come spiega poi ad Horatio, e afferma di non volerlo più sentire perché non lo considera suo figlio, visto che non si conoscono nemmeno. Horatio contatta Clavo e gli rivela le intenzioni del padre biologico. Clavo, senza più nessuno su cui poter contare e senza una ragione per vivere, va da Caine alla centrale per farsi uccidere in uno scontro a fuoco da Horatio.
Alla conclusione della seconda stagione (Omicidi allo specchio) Caine va a New York per inseguire un sospettato di omicidio ed entra in contatto con il detective Mac Taylor e la sua squadra, inaugurando così la prima stagione di CSI: New York. Caine più in là si riunirà di nuovo al detective Taylor per rintracciare ed arrestare l'assassino, Henry Darius, che viene estradato in Florida per scontare la pena di morte (Caccia all'uomo (1ª parte) e Caccia all'uomo).